# Aeroporto Internazionale di Shannon
L'Aeroporto Internazionale di Shannon (in inglese Shannon International Airport, in irlandese Aerfort na Sionainne) è uno dei tre maggiori aeroporti d'Irlanda.
Si trova a 1 km dal centro della città irlandese di Shannon.

## Tratte
È collegato alle città di Shannon, Limerick ed Ennis.

## Servizi
L'aeroporto offre l'accesso a internet gratuito tramite WI-FI ed ospita Shannon VOLMET, una stazione radio VOLMET irlandese che trasmette bollettini meteorologici di tipo METAR e TAF. La trasmissione avviene in lingua inglese in onde corte (HF) sulle frequenze di 3413, 5505, 8957 e 13264 kHz e con tipo di modulazione USB (Upper Side Band).